# Kerékpárbomba
A kerékpárbomba egy improvizált robbanószer, amelyet a kerékpárra helyeznek. 

## Történelem

### Egyesült Királyság
- Az IRA kétszer használt kerékpárbombákat Észak-Írországban és egyszer egy brit katonai létesítményben, Németországban.[1]
  - 1939. augusztus 25-én egy IRA-kerékpárbomba robbant fel Coventryben, öt embert ölve meg. A bombát egy kerékpár kosarában hagyták. [2]
  - 1979-ben bomba robbant egy csomagban, amit egy postás a táskájában, kerékpáron vitt Streatley-ben (Berkshire).
  - 1994. augusztus 13. Brightonban és Bognor Regisben két bombát helyeztek kerékpáron levő táskákba. Az első hatástalanították, a másodiktól üzletek sérültek meg, de áldozatok nem voltak.[3]
  - Nincs információ a németországi brit katonai létesítményben robbantott bombáról.
- 1976. augusztus 8-án az ejtőernyős ezred tagját, Robert (Bob) Boruckit egy egy kerékpárkosárba helyezett bomba ölte meg Crossmaglennben. Boruckit egy walesi faluban temették el, Rotherham közelében. Egy évvel később emlékére a helyszínen egy mellvédet építettek.[4] Ezt a 2000-es évek elején eltávolították a belfasti nagypénteki egyezmény (1998) részeként.

### Srí Lanka
- 2001. augusztus 30-án egy kerékpárhoz kötött időbomba robbant fel a kalmunai tengerparti városban, két rendőr és egy járókelő meggyilkolásával.

### Pakisztán
- Kerékpárbomba robbant fel Quetta külvárosában 2004. május 24-én, és 15 rendőrt és milicistát sebesített meg egy rendőrautóban.

### Afganisztán
- Kandaharban, a főtéren egy kerékpárbomba legalább 15 embert sebesített meg.[5]
- Kunduz városában 2006 februárjában egy kerékpárbomba két afgánt megölt, és egy német Bundeswehr-katonát (az ISAF-tól) megsebesített.[6]
- Kabulban 2006. október 10-én egy kerékpárbomba robbant fel egy rendőrségi busz közelében, 11 rendőrt és civilt megsebesítve.[7]

### Németország
- 1989-ben Alfred Herrhausent, a Deutsche Bank elnökét egy bonyolult bomba pusztította el, amelyet egy leparkolt kerékpárban rejtettek el.

### Irak
- Az iraki Baakúba városában a rendőrség szerint legalább 25 embert öltek meg kerékpárbombákkal 2006. június 26-án.[8]

2009. augusztusban egy kerékpárbomba robbant fel egy bagdadi étterem közelében, és megölt két embert.

### India
- Az indiai Dzsaipur városában 2008. május 13-án hét bombarobbantás sorozatára került sor tizenkét perc alatt, legalább 90 embert megölve és további százat megsebesítve.
- Ahmadábádban, Gudzsarát állam legnagyobb városában 45 embert öltek meg egy 17 robbantásból álló sorozatban, amely 1 órán belül zajlott le 2008. július 28-án este.
- Kettős bomba robbant Dilsukhnagarban 2013. február 21-én, 18-án halott és 40 sérült.

### Oroszország
2009. augusztus 21-én a csecsenföldi Groznijban állítólag öngyilkos merénylők kerékpáron közeledtek egy rendőrségi ellenőrző ponthoz, s előtte robbantották fel magukat, megölve és megsebesítve több embert.

### Gáza
2003. május 19-én egy 19 éves Hamász-militáns a Gázai övezetben kerékpárjának hátsó részén robbantott fel robbanóanyagokat egy izraeli hadsereg járműve mellett, megölte magát és megsebesített három izraeli katonát.

### Spanyolország
2001. június 28-án Madridban az ETA által egy kerékpáron elhelyezett csomagbomba robbant fel, amely legalább 10 embert sebesített meg.

## A kultúrában
- Graham Greene 1955-ben írt A csendes amerikai című regénye a kerékpárbombák Saigonban történő használatát írja le.
- A Charlie Wilson háborúja című film említi a kerékpárbombák szükségességét a Szovjetunió afganisztáni ellenállása során.
- A This Bike Is a Pipe Bomb (Ez a kerékpár egy csőbomba) nevű folk-punk együttes kerékpárokra ragasztott matricája hamis evakuálásokat okozott repülőtereken és egyetemeken.